# BBC Radio 1
BBC Radio 1 (Бі-Бі-Сі Редіо Ван) — британська радіостанція, що веде мовлення на міжнародному рівні під керівництвом BBC; спеціалізується на поп-музиці і хіт-парадах музичних композицій. Після 19:00 радіо віддає перевагу альтернативним жанрам, включаючи електроніку, хіп-хоп та рок. Це робиться для залучення аудиторії 15-29 років. Радіостанція розпочала мовлення o 7:00 ранку 30 вересня 1967, після заборони парламентом піратських радіостанцій, що розташовувалися на морських суднах.

## Історія
У серпні 1966 року BBC повідомила про плани відкрити цілодобову станцію, повністю присвячену популярній музиці і здатну задовольнити смаки любителів піратських передач. Згідно з цими планами, Radio 247 (такою була початкова назва) повинно було транслювати музичні програми і новини.
Радіостанція розпочала мовлення о 7:00 ранку 30 вересня 1967 року, що після заборони парламентом піратських радіостанцій, які перебували на морських судах (англ).
Через обмежену кількість комерційної музики, яка надходила на радіохвилі Великої Британії до кінця 1980-х років станція зафіксувала безліч живих виступів. У студії часто звучала жива музика, що помітно сприяло розвитку музичних стилів в регіоні. Багато музикантів отримували славу і масові продажі платівок завдяки подібним мовленням, зокрема в нічних ефірах Джона Піла.
Протягом 35 років BBC Radio 1 залишалася улюбленим радіо країни, збираючи аудиторію до 25 мільйонів британців (при цьому протягом 21 років вона не мала виходу в FM-діапазон). Такі передачі, як Top Gear, Saturday Club або NightRide, користувалися неймовірним успіхом.
У 2001 році BBC Radio 1, що транслює тепер переважно танцювальну музику і яке заборонило вихід в ефір записи старше п'яти років, втратило статус найпопулярнішою станції - він перейшов до Radio 2, орієнтованої на покоління радіо - аудиторію від 45 років.
На формат цілодобового мовлення радіостанція перейшла 1 травня 1991.

### Перша трансляція
Radio 1 було створено в 1967 році (разом з тим на півшляху створення BBC Radio 2) як наступник Програми BBC Light. Radio 1 було задумано як пряма відповідь на популярність офшорних радіостанцій Радіо Кароліна та Wonderful Radio London, який був оголошений поза законом Законом про морські права та мовлення 1967 року. Радіо 1 було запущено о 6:55  30 вересня 1967 року.
Трансляції здійснювалися на високій хвилі 247 метрів (1215 kHz), використовуючи мережу передавачів, що транслювали програму Light. Більшість з них були порівняно низької потужності, менше 50 кіловат, що призвело до неоднорідного охоплення країни.

Першим диск-жокеєм, який транслювався на новій станції, був Тоні Блекберн, чий веселий стиль, який вперше почув на Радіо Каролайн і Wonderful Radio London, став відомий як "Radio 1 Breakfast Show". Перші слова на Радіо 1 - після зворотного відліку Контролером Радіо 1 і 2,  Робіном Скоттом, - були:
|  | І, доброго ранку всім. Ласкаво просимо на захоплюючий новий звук Радіо 1. |

## Студії
Починаючи з 20 років, Radio 1 транслює з сусідньої пари безперервних апартаментів (спочатку Con A і Con B) у головній контрольній кімнаті Broadcasting House. Ці мінуси були сконфігуровані таким чином, щоб дозволити ді-джеям керувати самим обладнанням і грати свої власні записи і касети з джинглами (так звані самооперації). Це було відхиленням від традиційної практики Бі-Бі-Сі, де керівник студії грає на дисках з кабінету управління студії. 
У зв'язку з обмеженням часу, більша частина музики була відтворена на касетах записів сесії BBC. Ді-джеям допомагав один або більше технічних операторів (ТО), які встановлювали стрічки та контролювали рівень звуку під час трансляції. У 1985 році Радіо 1 перемістилося через дорогу від Broadcasting House до Egton House. Станція переїхала в Yalding House в 1996 році, а Egton House був знесений в 2003 році, щоб звільнити місце для розширення в Broadcasting House. Це розширення в кінцевому підсумку було б перейменовано в крило Егтона, а потім в крило Піл. До недавнього часу студії розташовувалися в підвалі Yalding House (біля Бі-Бі-Сі), який знаходиться на Великій вулиці Портленда у центральному Лондоні. Вони транслювалися з двох основних студій у підвалі; Y2 і Y3 (є також менша студія, YP1, використовувана в основному для виробництва). 
Ці дві головні студії (Y2 і Y3) розділені "Live Lounge", хоча в основному використовується як офіси. Студії пов'язані вебкамерами та вікнами через "Live Lounge", дозволяючи ді-джеям бачити один одного при переході між шоу. 
Y2 - це студія, з якої транслювалася The Chris Moyles Show, а також студія, обладнана статичними камерами, для трансляції станції на "Live Cam". Станція переїхала туди в 1996 році з Egton House. 
У грудні 2012 року Radio 1 переїхав з Yalding House в нові студії на 8-му поверсі нового  BBC Broadcasting House, Portland Place, всього в декількох метрах від "Peel Wing", колишнього "Egton". Крило, яке займає землю, на якій раніше стояв Egton House, в 2012 році він був перейменований в" Peel Wing "на честь тривалого радіослухача BBC Radio 1, Джона Піла, який був слухачем станції з її запуску у 1967 році до його смерті в 2004 році. 
Програми також регулярно транслюються з інших регіонів, зокрема, "The Mark and Lard Show", що транслюються кожний день тижня з New Broadcasting House (Манчестер).

## Регіоналізація
З 1999 по 2012 рік Radio 1 розділило країни походження на локалізоване програмування в Шотландії, Уельсі та Північній Ірландії, щоб дозволити трансляцію програми для регіональних талантів. Зовсім недавно ці шоу були під брендом BBC Introducing. Шотландія, Уельс і Північна Ірландія мали свої власні шоу, які транслювалися на тритижневій ротаційній основі в Англії.

## Контент

### Музика
Завдяки своїй молодіжній природі, Radio 1 відтворює широке поєднання поточних та потенційних майбутніх хітів, включаючи  незалежну, альтернативну, хіп-хоп,  рок,  танцювальну, electronic, і  поп-музику. Це змусило станцію виділитися з інших сучасних радіостанцій, як у Великій Британії, так і в усьому світі.
Через обмеження обсягу комерційної музики, яку можна було б відтворити на радіо у Великій Британії до 1988 року, станція записала багато живих виступів. Студійні сесії (записи приблизно чотирьох треків, зроблені за один день), також доповнили вміст живої музики, багато з них знайшли шлях до комерційно доступних платівок і компакт-дисків. Сесії, записані для пізньої нічної програми Джона Піла, особливо відомі.
Радіостанція також транслює документальні фільми та інтерв'ю. Хоча цей тип програмування виник внаслідок необхідності, він надав станції різноманітності. Обмеження на час роботи означали, що станції мали більш високий рівень мовлення ді-джеїв. Незважаючи на те, що радіостанцію часто критикують за "вафлінг" ведучими, експериментальний "музичний день" в 1988 році був оголошений провалом після того, як лише третина абонентів віддала йому перевагу.

### Новини та поточні справи
Радіо 1 має обов'язок  Суспільного мовлення Сполученого Королівства - надавати новини через бюлетені Newsbeat протягом дня. Спільні з 1Xtra, короткі резюме новин надаються  погодинно вдень з двома 15-хвилинними бюлетенями о 12:45  і 5:45 вечора в будні дні. Головний ведучий - Бен Мунді (Roisin Hastie). Нещодавно оголошені ведучі Newsbeat кажуть, що читання бюлетенів на BBC Radio 1 - "мрія для кожного".

### Онлайн візуалізація та соціальні медіа
В останні роки Радіо 1 використовувало соціальні медіа, щоб допомогти досягти молодої аудиторії. Її канал YouTube нараховує понад 5 мільйонів абонентів.
Найбільш переглянуті відео на каналі є переважно живими виступами з Live Lounge. Станція також має значну присутність у соціальних мережах, причому взаємодія з аудиторією відбувається через Facebook та Twitter, а також  текстові повідомлення. У 2013 році було оголошено, що Радіо 1 представило плани запуску власного спеціального відеоканалу на BBC iPlayer.